# Hyperrealisme

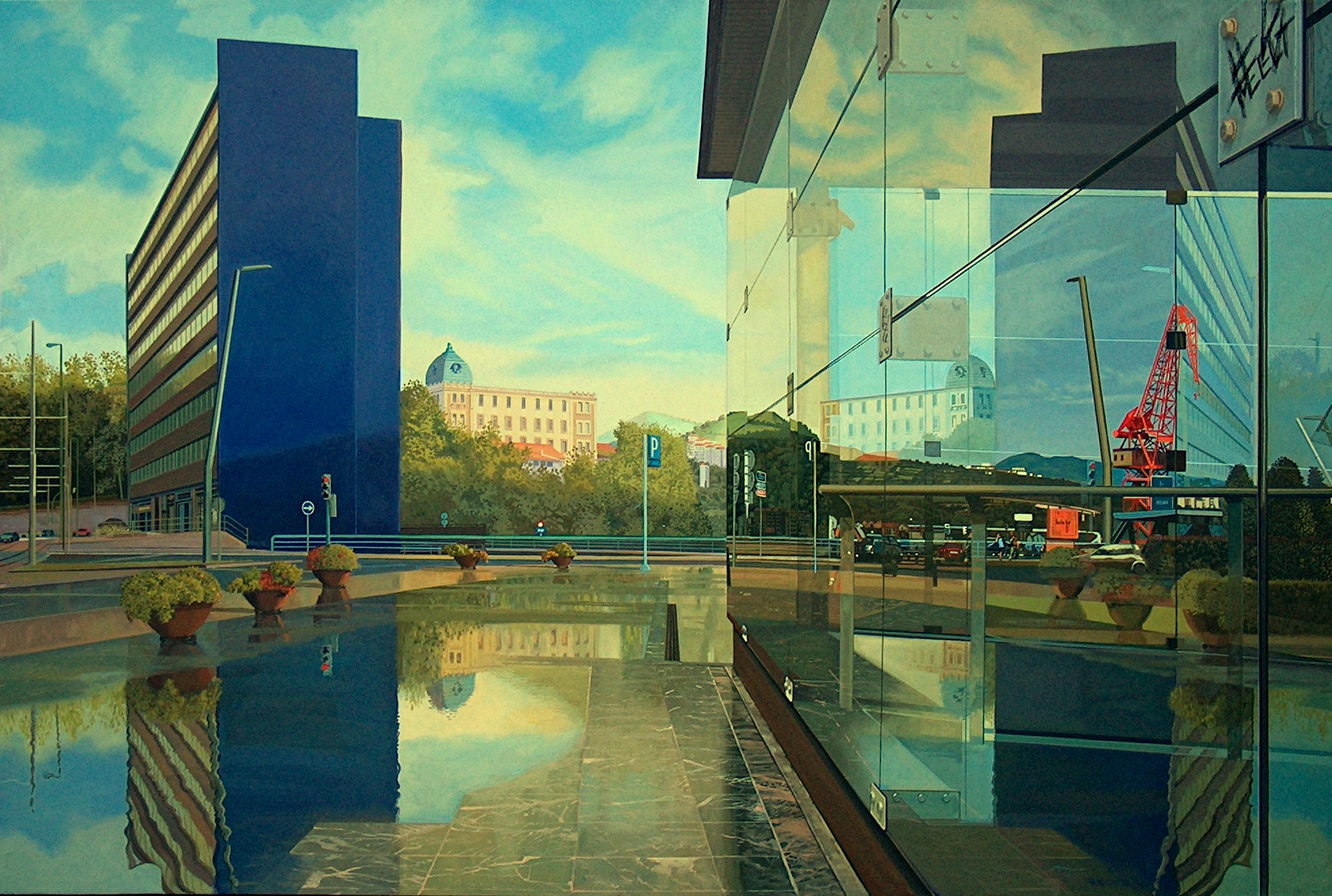
Stadsgezicht door Agustin Reche

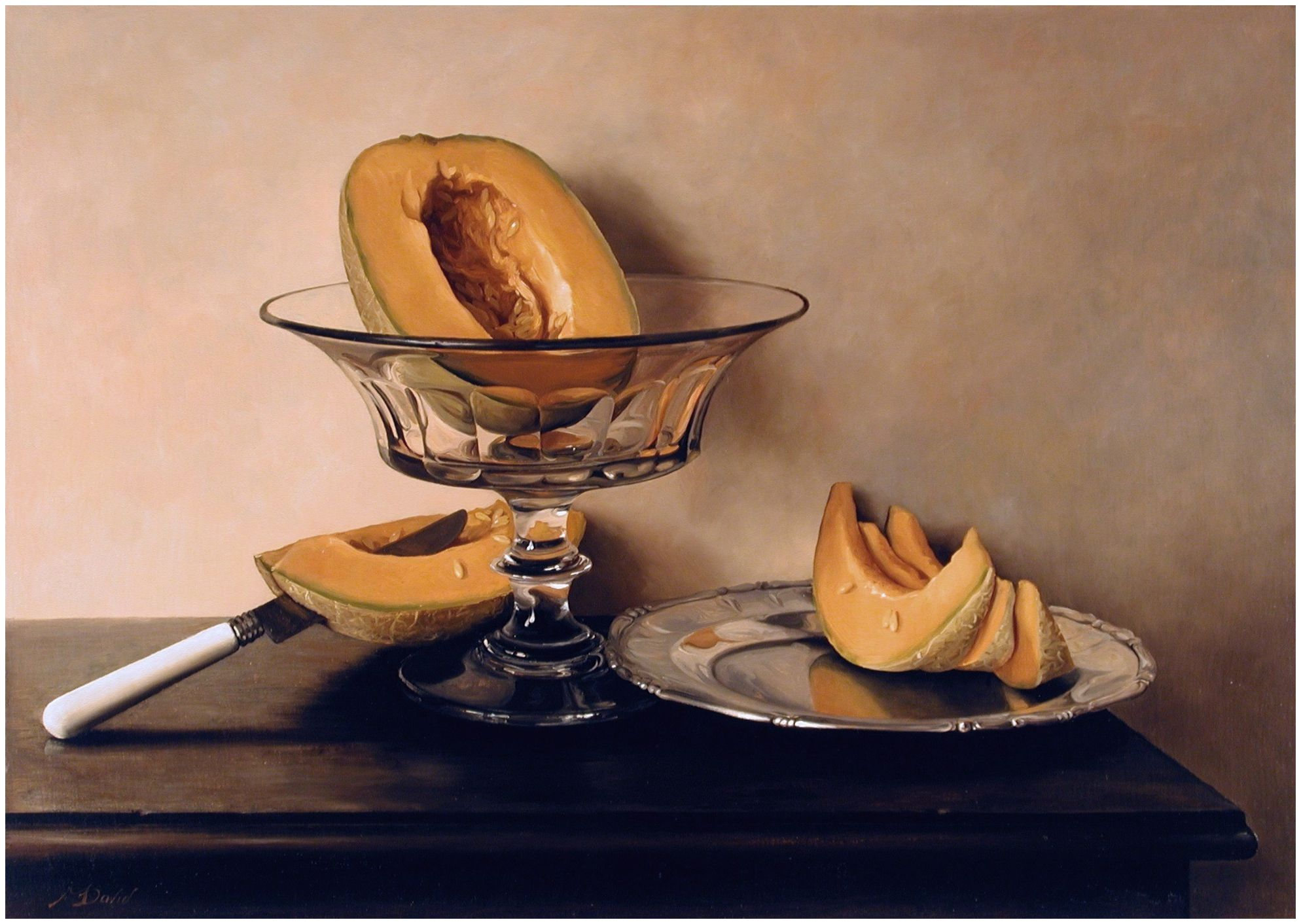
Mauro David: Kristallen schaal met meloenen (2006), olieverf op hout, 60 x 42 cm

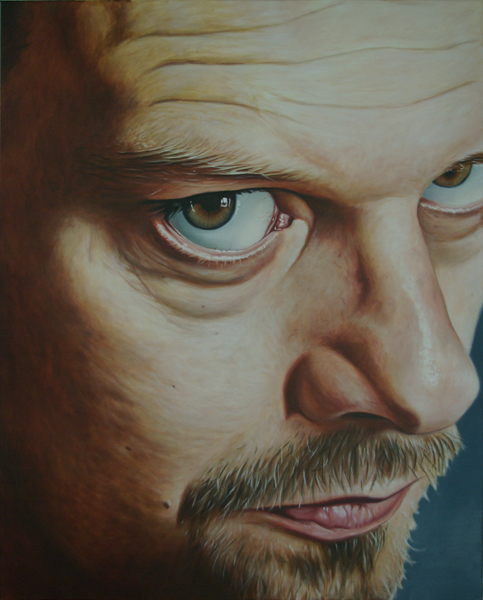
Cor Groenenberg: Zelfportret (2007)

Hyperrealisme (ook: fotorealisme of superrealisme) is een stroming in de postmoderne schilderkunst en beeldhouwkunst uit de jaren 60 en 70 van de twintigste eeuw. In deze figuratieve stijl wordt de werkelijkheid op een zo realistisch en neutraal mogelijke manier weergegeven.

## Geschiedenis
In de Verenigde Staten ontstond in de late jaren zestig, vooral in Californië en in New York, een vooral picturale tendens die zich keerde tegen de opeenvolgende avant-gardistische stromingen in de kunst zoals bodyart, arte povera, conceptuele kunst en land art.
Vormen van hyperrealisme waren ook te herkennen in de beeldhouwkunst, waar bijvoorbeeld Duane Hanson zeer realistische beelden maakte van gewone mensen zoals men deze in alledaagse situaties zou kunnen aantreffen, als het ware uit het leven gegrepen; een vrouw met een supermarktwagentje, een man op een bank, een zwerver op de grond tussen lege flessen en rommel.
Het hyperrealisme was vooral actueel als nieuwe tendens in de hedendaagse kunst tussen ongeveer 1965 en 1975; de stijl leeft echter tot op heden voort in het werk van zowel de pioniers als latere generaties.
Niet alleen de beeldende kunsten hebben de laatste eeuw een hyperrealistische stroming gekend. In het theater zien we in meerdere internationale producties het hyperrealisme terugkomen. In Nederland is Ivo Van Hove bekend voor zijn uiterst realistische toneelstukken, waaronder adaptaties van Persona van Ingmar Bergman en Een klein leven van Hanya Yanigihara. De Australische regisseur Simon Stone heeft bovendien een grote bijdrage geleverd aan het recente theaterlandschap binnen het hyperrealisme. Het decor in zijn voorstellingen Les Trois Sœurs en Ibsen Huis bestaat uit een draaiend huis, wat een realistische inkijk geeft in het alledaagse maar tragische leven van de personages. Andere belangrijke theaterregisseurs zijn Caroline Guiela Nguyen en John Gould Rubin, die een bewerking van Hedda Gabler van Henrik Ibsen heeft opgevoerd in een doordeweeks rijhuis in Manhattan. Op die manier wordt theater nog realistischer.

## Kenmerken
Hyperrealisme ontstaat als virtuoze, bijna fotografische weergave van het onderwerp, zonder expressie van persoonlijke emoties, met een klinische precisie tot in het fijnste detail uitgewerkt en daarbij een welhaast 'koele' objectiviteit etalerend.
Kenmerken van het hyperrealisme zijn:
- het isoleren van een fragment uit de werkelijkheid
- meer dan levensecht weergeven van de werkelijkheid, omdat alles even scherp in beeld wordt gebracht
- soms ook: intensivering door schaalvergroting

## Kunstenaars

### Amerika
- Chuck Close
- Richard Estes
- Duane Hanson

### Australië
- Ron Mueck
- Carla Grace

### België
- Mia Goovaerts
- Willem Dolphyn
- Pol Mara
- Roger Wittevrongel
- Marcel Maeyer
- Ludy Sels
- Eric De Vree

### Nederland
- Frans Clement
- Cor Groenenberg
- Jurjen de Haan
- Tjalf Sparnaay

### Turkije
- Taner Ceylan

### Zwitserland
- Franz Gertsch

absolute schilderkunst ·  abstract expressionisme · abstracte kunst · academische kunst · actionpainting · art brut · art deco · classicisme · colorfieldpainting · dadaïsme · expressionisme · fauvisme · figuratieve kunst · futurisme · hard edge · hyperrealisme · impressionisme · informele schilderkunst · jugendstil · kubisme · luminisme · magisch realisme · maniërisme · minimal art · naïeve kunst · naturalisme · neo-expressionisme · neo-impressionisme · nieuwe beelding · nieuwe zakelijkheid · op-art · orphisme · oriëntalisme · piëtisme · pittura metafisica · pixel art · pointillisme · popart · postimpressionisme · prerafaëlieten · primitivisme · realisme · romaans . romantiek · sociaal realisme · suprematisme · surrealisme · symbolisme · tachisme